# Mavro Naoussis
Mavro Naoussis (griechisch Μαύρο Νάουσσις, Aussprache [ˈmavrɔ ˈnausis] (n. sg.)) ist eine alte Rotweinsorte. Sie ist die am vierthäufigst angebaute Rotweinrebe in Griechenland mit einer Anbaufläche von ungefähr 2000 Hektar. Sie ist besonders im gesamten Nordgriechenland verbreitet und stammt offensichtlich aus Naoussa in Zentralmakedonien.
Der Name bedeutet das Schwarze von Naoussa – „der Wein“ ist im Griechischen grammatisch sächlich – und bezeichnet damit die tiefe Farbe der Rotweine. Das Synonym Xinomavro (griechisch Ξινόμαυρο, Aussprache [ksiˈnɔmavrɔ] (n. sg.)) heißt übersetzt Sauerschwarz und bezieht sich auf den vergleichsweise hohen Säuregehalt des Weines, der dadurch über ein gutes Alterungs-Potential verfügt. Aus der Sorte werden die Appellationsweine von Naoussa und Rapsani gekeltert. Im Verschnitt mit der säurearmen Negoska wird der Goumenissa hergestellt. In der Appellation Amyndeo wird sie auch zur Schaumwein-Herstellung verwendet. Weißweine werden nach dem Verfahren des Blanc de Noirs erzeugt und dürfen als Landwein Florina vermarktet werden.
Mavro Naoussis ist eine Varietät der Edlen Weinrebe (Vitis vinifera). Sie besitzt zwittrige Blüten und ist somit selbstfruchtend. Beim Weinbau wird der ökonomische Nachteil vermieden, keinen Ertrag liefernde, männliche Pflanzen anbauen zu müssen.

## Synonyme
Mavro Naoussis ist auch unter den Synonymen bzw. alternativen Schreibungen Csinomavro, Mavro, Mavro naoustino, Mavro xyno, Naouses Mavro, Naoystiro Mavro, Niaousa, Niaoustino, Pipoliko, Pipolka, Popoliko oder Popolka, Xinomavro, Xynomavro, Xynomavro Naoussis, Zinomavro und Zynomavro bekannt.